# Fabio Coltorti
Fabio Coltorti (* 3. Dezember 1980 in Locarno) ist ein ehemaliger Schweizer Fussballtorhüter.

## Karriere

### Vereine

#### Schweiz/Spanien

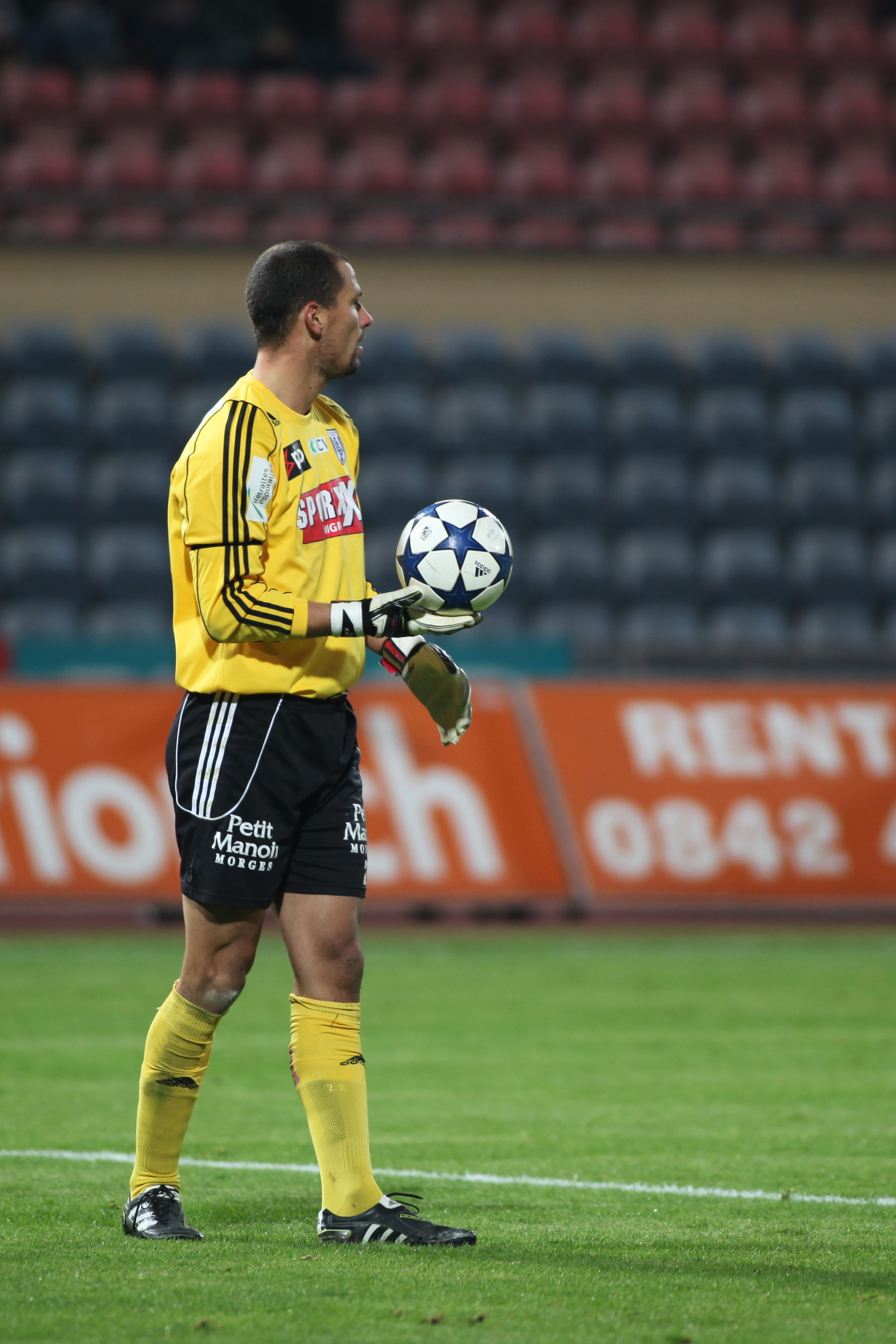
Fabio Coltorti (2011)

Fabio Coltorti begann seine Karriere 1987 beim SC Kriens, einem typischen Ausbildungsverein mit einer der grössten Nachwuchsabteilungen der Schweiz. Mit Kriens schaffte er 1996/97 den Aufstieg in die Nationalliga A, aus der Kriens aber nach einer Saison wieder abstieg. Im Jahr 2001 wechselte Coltorti zum FC Schaffhausen und spielte hier zwei Jahre. 2003 folgte ein Wechsel zum FC Thun, wo er 2004 im UEFA Intertoto Cup spielte. 2005 wurde er mit Thun Vizemeister der Super League. Noch im selben Jahr wechselte er zum Grasshopper Club Zürich (GC). Sowohl 2005/06 als auch 2006/07 spielte er mit GC im UEFA-Cup. Am 28. August 2007 unterzeichnete Fabio Coltorti beim spanischen Fussballclub Racing Santander einen Vierjahresvertrag. Nach Vertragsende wechselte er zur Saison 2011/12 zum Super-League-Aufsteiger FC Lausanne-Sport.

#### RB Leipzig
Nach der Saison 2011/12 wechselte Coltorti erneut ins Ausland, zum deutschen Regionalligisten RB Leipzig. Er war von Beginn an Stammspieler, stand in 26 von 30 Partien zwischen den Pfosten und belegte mit Leipzig den ersten Platz der Regionalliga Nordost. Nach zwei Relegationsspielen gegen die Sportfreunde Lotte stieg RB in die 3. Liga auf. Auch in die folgende Drittligasaison ging Coltorti als Nummer 1. Am 17. Spieltag zog er sich beim Heimspiel gegen Hansa Rostock einen Innenbandriss zu und fiel vier Monate aus. Trotz guten Leistungen des ihn vertretenden Benjamin Bellot hielt Trainer Alexander Zorniger an ihm als Nummer 1 fest. Am 34. Spieltag kehrte Coltorti zurück in die Startaufstellung und feierte am Saisonende mit den Leipzigern den Durchmarsch in die 2. Bundesliga.
Kurz vor Beginn der Zweitligasaison verletzte sich Coltorti erneut am rechten Knie und zog sich diesmal einen Innenbandanriss zu. Er fiel dadurch die ersten zehn Spieltage aus. Ab dann stand er 21-mal in Folge auf dem Feld. Am 24. April 2015 erzielte Coltorti in der Nachspielzeit das 2:1-Siegtor gegen den SV Darmstadt 98. Er war bei einem Eckball mit nach vorne gelaufen, da Leipzig zu diesem Zeitpunkt noch die Chance hatte aufzusteigen und drei Punkte benötigte. Die letzten drei Spiele fiel Coltorti erneut verletzungsbedingt aus. Am Ende der Saison belegte er mit der Mannschaft den fünften Tabellenplatz.
In der Saison 2015/16 war Coltorti erneut die Nummer 1 im Tor von RB Leipzig. Am 7. Februar 2016 verletzte er sich im Spiel gegen Eintracht Braunschweig an der Schulter und wurde gegen Péter Gulácsi ausgewechselt. Gulácsi vertrat Coltorti bis zum Saisonende. Lediglich im letzten Heimspiel gegen den Karlsruher SC am 8. Mai 2016 stand Coltorti noch einmal im Tor der Leipziger. Mit dem durch den Sieg erfolgten Aufstieg verlängerte sich sein Vertrag um ein weiteres Jahr bis Ende der Saison 2016/17. In der folgenden Saison kam er erst in der Rückrunde am 1. April 2017 zu seinem ersten Einsatz anstelle des erkrankten Gulácsi, was sein Debüt in der ersten Bundesliga im Alter von über 36 Jahren bedeutete. Am Saisonende 2017/18 wurde sein auslaufender Vertrag bei RB Leipzig nach einer Saison ohne Einsatz in der Bundesliga zunächst nicht verlängert, später verkündete Ralf Rangnick am 14. August 2018 auf einer Fanveranstaltung, dass Coltorti einen neuen Vertrag bis 2019 erhalten werde. Nach Gesprächen mit Rangnick entschied sich Coltorti jedoch im August 2018, seine fussballerische Karriere mit 37 Jahren zu beenden.

### Nationalmannschaft
Sein Debüt in der Nationalmannschaft gab Coltorti am 1. März 2006 in einem Auswärtsspiel gegen den Gastgeber Schottland. Danach spielte er noch ein Testspiel gegen Italien, als er ins Aufgebot der Nationalmannschaft für die Weltmeisterschaft berufen wurde; als Nummer 2 hinter Pascal Zuberbühler und vor Diego Benaglio, kam aber nicht zum Einsatz.
Nach der WM spielte er weitere sechs Mal für die Nationalmannschaft. Er wurde wiederum als zweiter Torhüter für die Europameisterschaft 2008 nominiert, musste jedoch wegen eines postviralen Erschöpfungssyndroms absagen. Für ihn wurde Eldin Jakupović nachnominiert.

## Erfolge
RB Leipzig
- Deutscher Vizemeister: 2017
- Aufstieg in die 1. Bundesliga 2016

## Privates
Noch während seiner aktiven Karriere bei RB Leipzig zog es Coltorti mit seiner Frau Patricia und seiner Tochter Adriana nach Marbella. Da Adriana erfolgreich im Tennisnachwuchs aktiv ist, begann auch Coltorti nach dem Ende seiner Fußballkarriere mit dem Tennis und ließ sich zudem zum Primarlehrer ausbilden. Er übernahm die Rolle des Assistenztrainers seiner Tochter. Von seiner Frau lebt Coltorti zwischenzeitlich getrennt, er ist seit 2022 mit Freundin Silvia liiert.